# Sršenar
Sršenar (znanstveno ime Pernis apivorus) je ujeda iz družine kraguljev.

## Opis
Sršenar je vitka ujeda, po velikosti primerljiva s kanjo (od 51-58 cm), od katere se v letu loči po daljših, ožjih perutih, daljšem repu z dvojno temno progo, vitkejšem trupu in naprej iztegnjeno glavo. Barva perja je pri teh pticah zelo različna, od temno rjave do svetlejših odtenkov, trebuh pa je različnih rjavo-belih vzorcev.
Gnezdi enkrat letno, maja in junija, gnezdo pa si splete iz suhih vej v drevesni krošnji visoko na listavcih. Znese 2 skoraj okrogli rjavo lisasti jajci. Valita oba, samec in samica, ki tudi skrbita za mladiče. Ti poletijo okrog 40. dne, a se vračajo v gnezdo na hranjenje in prenočevanje.

## Razširjenost
Sršenarja je moč najti v svetlih listnatih gozdovih in polodprtih krajinah Evrope, Afrike in Azije vse do Japonske. V Sloveniji gnezdi 600-800 parov. Preko zime se seli na jug.
Kljub imenu apivorus (apis po latinsko pomeni čebela) se sršenar večinoma hrani z ličinkami os in sršenov, redkeje pa tudi z manjšimi kuščarji, ptičjimi mladiči, majhnimi glodavci in mehkim sadjem.